# Natação no Campeonato Europeu de Esportes Aquáticos de 2021 - 200 m costas feminino
A prova dos 200 metros costas feminino da natação no Campeonato Europeu de Esportes Aquáticos de 2021 ocorreu nos dias 22 e 23 de maio na Arena Danúbio, em Budapeste na Hungria. 

## Calendário
| Fase          | Data       | Hora  |
| ------------- | ---------- | ----- |
| Eliminatórias | 22 de maio | 10:00 |
| Semifinal     | 22 de maio | 18:23 |
| Final         | 23 de maio | 18:35 |

Todos os horários estão no horário local (UTC+1)

## Recordes
Antes desta competição, os recordes eram os seguintes:
|                       | Nadadora            | Tempo   | Local   | Data                |
| --------------------- | ------------------- | ------- | ------- | ------------------- |
| Recorde mundial       | Regan Smith         | 2:03.35 | Gwangju | 26 de julho de 2019 |
| Recorde europeu       | Anastasia Zuyeva    | 2:04.94 | Roma    | 1 de agosto de 2009 |
| Recorde do campeonato | Margherita Panziera | 2:06.18 | Glasgow | 9 de agosto de 2018 |

Os seguintes novos recordes foram estabelecidos durante esta competição. 
| Data       | Prova | Nadadora            | Nacionalidade | Tempo   | Recordes              |
| ---------- | ----- | ------------------- | ------------- | ------- | --------------------- |
| 23 de maio | Final | Margherita Panziera | Itália        | 2:06.08 | Recorde do campeonato |

## Medalhistas
| Ouro                      | Prata             | Bronze               |
| Margherita Panziera (ITA) | Cassie Wild (GBR) | Katalin Burián (HUN) |

## Resultados

### Eliminatórias
Esses foram os resultados das eliminatórias. 
| Pos. | Bateria | Raia | Nadadora              | Nacionalidade      | Tempo   | Notas |
| ---- | ------- | ---- | --------------------- | ------------------ | ------- | ----- |
| 1    | 4       | 4    | Margherita Panziera   | Itália             | 2:08.52 | Q     |
| 2    | 4       | 3    | Lena Grabowski        | Áustria            | 2:09.12 | Q,    |
| 3    | 3       | 4    | Katalin Burián        | Hungria            | 2:09.54 | Q     |
| 4    | 3       | 5    | Eszter Szabó-Feltóthy | Hungria            | 2:09.72 | Q     |
| 5    | 2       | 2    | Réka Nyirádi          | Hungria            | 2:10.44 |       |
| 6    | 3       | 7    | Katie Shanahan        | Reino Unido        | 2:10.74 | Q     |
| 7    | 2       | 1    | Aviv Barzelay         | Israel             | 2:11.60 | Q     |
| 8    | 4       | 5    | África Zamorano       | Espanha            | 2:11.98 | Q     |
| 9    | 2       | 6    | Cassie Wild           | Reino Unido        | 2:12.04 | Q     |
| 10   | 3       | 1    | Jenny Mensing         | Alemanha           | 2:12.13 | Q     |
| 11   | 2       | 4    | Daryna Zevina         | Ucrânia            | 2:12.32 | Q     |
| 12   | 3       | 3    | Tatiana Salcuțan      | Moldávia           | 2:13.08 | Q     |
| 13   | 4       | 1    | Ugnė Mažutaitytė      | Lituânia           | 2:13.26 | Q     |
| 14   | 4       | 7    | Ekaterina Avramova    | Turquia            | 2:13.37 | Q     |
| 15   | 2       | 3    | Sonnele Öztürk        | Alemanha           | 2:13.82 | Q     |
| 16   | 2       | 7    | Zuzanna Herasimowicz  | Polónia            | 2:13.96 | Q     |
| 17   | 4       | 8    | Aleksa Gold           | Estónia            | 2:14.11 | Q     |
| 18   | 4       | 6    | Anastasiya Shkurdai   | Bielorrússia       | 2:14.29 |       |
| 19   | 3       | 2    | Gabriela Georgieva    | Bulgária           | 2:14.32 |       |
| 20   | 3       | 6    | Gerda Szilágyi        | Hungria            | 2:14.36 |       |
| 21   | 2       | 9    | Ioanna Sacha          | Grécia             | 2:14.83 |       |
| 22   | 4       | 0    | Sudem Denizli         | Turquia            | 2:15.22 |       |
| 23   | 4       | 2    | Nadine Lämmler        | Alemanha           | 2:15.38 |       |
| 24   | 2       | 8    | Fanny Borer           | Suíça              | 2:15.74 |       |
| 25   | 1       | 6    | Tamara Potocká        | Eslováquia         | 2:16.13 |       |
| 26   | 3       | 0    | Ingeborg Løyning      | Noruega            | 2:16.45 |       |
| 27   | 4       | 9    | Karoline Sørensen     | Dinamarca          | 2:17.12 |       |
| 28   | 1       | 1    | Lisa Nystrand         | Suécia             | 2:17.50 |       |
| 29   | 3       | 9    | Marion Gregoire       | Bélgica            | 2:17.60 |       |
| 30   | 1       | 4    | Jade Smits            | Bélgica            | 2:18.34 |       |
| 31   | 1       | 3    | Janja Segel           | Eslovênia          | 2:18.43 |       |
| 32   | 1       | 5    | Signhild Joensen      | Ilhas Feroé        | 2:18.50 |       |
| 33   | 1       | 7    | Emma Marušáková       | Eslováquia         | 2:20.80 |       |
| 34   | 1       | 2    | Mia Krstevska         | Macedônia do Norte | 2:23.40 |       |
| 35   | 1       | 8    | Jona Beqiri           | Kosovo             | 2:30.61 |       |
| 36   | 2       | 5    | Laura Bernat          | Polónia            | DSQ     | DSQ   |
| 36   | 2       | 0    | Nina Kost             | Suíça              | DNS     | DNS   |
| 36   | 3       | 8    | Paulina Peda          | Polónia            | DNS     | DNS   |

### Semifinal
Esses foram os resultados das semifinais. 
Semifinal 1
| Pos. | Raia | Nadadora              | Nacionalidade | Tempo   | Notas |
| ---- | ---- | --------------------- | ------------- | ------- | ----- |
| 1    | 4    | Lena Grabowski        | Áustria       | 2:08.60 | Q,    |
| 2    | 6    | Cassie Wild           | Reino Unido   | 2:09.31 | Q     |
| 3    | 5    | Eszter Szabó-Feltóthy | Hungria       | 2:09.97 | q     |
| 4    | 2    | Daryna Zevina         | Ucrânia       | 2:11.73 | q     |
| 5    | 1    | Sonnele Öztürk        | Alemanha      | 2:14.26 |       |
| 6    | 3    | Aviv Barzelay         | Israel        | 2:14.63 |       |
| 7    | 7    | Ugnė Mažutaitytė      | Lituânia      | 2:14.70 |       |
| 8    | 8    | Aleksa Gold           | Estónia       | 2:15.17 |       |

Semifinal 2
| Pos. | Raia | Nadadora             | Nacionalidade | Tempo   | Notas |
| ---- | ---- | -------------------- | ------------- | ------- | ----- |
| 1    | 4    | Margherita Panziera  | Itália        | 2:07.61 | Q     |
| 2    | 5    | Katalin Burián       | Hungria       | 2:08.89 | Q     |
| 3    | 6    | África Zamorano      | Espanha       | 2:09.89 | q     |
| 4    | 3    | Katie Shanahan       | Reino Unido   | 2:10.84 | q     |
| 5    | 2    | Jenny Mensing        | Alemanha      | 2:12.17 |       |
| 6    | 8    | Zuzanna Herasimowicz | Polónia       | 2:12.55 |       |
| 7    | 1    | Ekaterina Avramova   | Turquia       | 2:12.96 |       |
| 8    | 7    | Tatiana Salcuțan     | Moldávia      | 2:13.10 |       |

### Final
Esse foi o resultado da final. 
| Pos.              | Raia | Nadadora              | Nacionalidade | Tempo   | Notas                 |
| ----------------- | ---- | --------------------- | ------------- | ------- | --------------------- |
| Medalha de ouro   | 4    | Margherita Panziera   | Itália        | 2:06.08 | Recorde do campeonato |
| Medalha de prata  | 6    | Cassie Wild           | Reino Unido   | 2:07.74 |                       |
| Medalha de bronze | 3    | Katalin Burián        | Hungria       | 2:07.87 |                       |
| 4                 | 5    | Lena Grabowski        | Áustria       | 2:08.19 | Recorde nacional      |
| 5                 | 2    | África Zamorano       | Espanha       | 2:09.76 |                       |
| 6                 | 1    | Katie Shanahan        | Reino Unido   | 2:09.90 |                       |
| 7                 | 7    | Eszter Szabó-Feltóthy | Hungria       | 2:10.19 |                       |
| 8                 | 8    | Daryna Zevina         | Ucrânia       | 2:13.06 |                       |

Legenda
| Recorde mundial       | Recorde mundial (World record)               |                       | Recorde africano                      | Recorde africano (African) |                                           | Q | Classificado por posição (Qualified) |
| Recorde do campeonato | Recorde do campeonato (Championship record)  | Recorde da América    | Recorde da América (Americas)         | q                          | Classificado por melhor tempo (Qualified) |   |                                      |
| Melhor marca do ano   | Melhor marca do ano (World leading)          | Recorde asiático      | Recorde asiático (Asian)              | DNS                        | Não largou (Did not start)                |   |                                      |
| Recorde nacional      | Recorde nacional (National record)           | Recorde europeu       | Recorde europeu (European)            | DNF                        | Não terminou (Did not finish)             |   |                                      |
| Recorde pessoal       | Recorde pessoal do atleta (Personal best)    | Recorde da Oceania    | Recorde da Oceania (Oceania)          | DSQ / DQ                   | Desclassificado (Disqualified)            |   |                                      |
| Recorde da temporada  | Recorde da temporada do atleta (Season best) | Recorde sul-americano | Recorde sul-americano (South America) | NM                         | Sem marca (No mark)                       |   |                                      |